# Розыева, Гульсере
Гульсере Розыева — советский хозяйственный и государственный деятель, лауреат Государственной премии СССР за выдающиеся достижения в труде.

## Биография
Родилась в 1932 году в Туркменской ССР. Член КПСС.
В 1948—1991 — колхозница, звеньевая, бригадир хлопководческой бригады, председатель колхоза «40 лет СССР» Чарджоуской области Туркменской ССР.
За освоение и внедрение прогрессивной технологии, комплексной механизации при возделывании технических, овощных, плодовых культур, картофеля, льна, хлопка, чая и получение высоких урожаев этих культур былав составе коллектива удостоена Государственной премии СССР за выдающиеся достижения в труде 1980 года.
Делегат XXV съезда КПСС.
Жила в Туркмении.

## Награды
- Орден Ленина (1981)
- Орден Трудового Красного Знамени (дважды)